# Short Message Peer-to-Peer
SMPP (ang. Short Message Peer-to-Peer) – protokół telekomunikacyjny służący do wymiany krótkich wiadomości tekstowych (SMS) pomiędzy dwoma systemami (lub środowiskami) informatycznymi. 
Często używany przez firmy - klientów operatorów telekomunikacyjnych - w celu wysyłania wiadomości reklamowych lub informacji typu premium (ang. value-added services), najczęściej w postaci masowej.